# Shugo Chara!
Shugo Chara! (japanisch しゅごキャラ!, Shugo Kyara!) ist eine Manga-Reihe des japanischen Zeichner-Duos Peach-Pit. Das Werk wurde in drei Anime-Fernsehserien und drei Videospielen adaptiert und lässt sich in die Genres Magical Girl, Comedy und Romanze einordnen.

## Inhalt
Die Schülerin Amu Hinamori (日奈森 亜夢) geht auf die Seiyo-Grundschule. Sie wird als cool und selbstbewusst wahrgenommen, doch in Wirklichkeit ist sie unsicher und schüchtern und wünscht sich, anders zu sein. Eines Morgens findet sie in ihrem Bett drei bunte Eier, grün, rot und blau, aus denen kurz darauf kleine magische Wesen, die Shugo-Charas (Shugo=Schutz) genannt werden, schlüpfen. Sie stellen Amus gewünschtes Ich dar. Diese helfen ihr nun im Leben, doch verursachen auch Schwierigkeiten. Schließlich muss Amu andere solche Eier und Wesen finden, die die Verkörperung böser Träume sind, die X-Eier. Dabei muss sie gegen die Easter Company kämpfen, die ein spezielles Ei sucht, das Embryo genannt wird und alle Wünsche erfüllen kann. Sie begegnet auch Ikuto Tsukiyomi und Utau, die beide auch Charas haben und von Easter geschickt werden, den Embryo zu suchen. Obwohl Ikuto Amu öfter erklärte, dass sie Feinde seien, fühlen sie sich dennoch zueinander hingezogen, auch wenn Amu es stets abstreitet.
In der Schule gehört Amu bald zu den Seiyo Akademie Guardians, die von allen bewundert werden und selbst einen Shugo-Chara haben. Auch sie suchen nach dem Embryo. Zu den Vieren gehören: Hotori Tadase (Königs-Sitz), für den Amu schwärmt, Fujisaki Nadeshiko (Königin-Sitz), Sōma Kūkai (Buben-Sitz) und Yuiki Yaya (Ass-/Hofdame-Sitz). Amu wird der Joker. Amus erster Chara ist Ran, die ihren Wunsch repräsentiert, mutiger, ehrlicher und sportlicher zu sein, ihr zweiter Miki, die ihren Wunsch repräsentiert, künstlerischer und vernünftiger zu sein, und Sū, die für ihren Wunsch steht, mädchenhafter und einfühlsamer zu sein, und gut kochen zu können. Tadases Chara heißt Kiseki, der für den Wunsch steht, die Welt zu beherrschen, Nadeshikos Chara heißt Temari, der ihren Wunsch repräsentiert, eleganter und eine japanische Tänzerin zu sein, Kūkais Chara heißt Daichi, der für seinen Wunsch steht, noch sportlicher zu sein, und Yayas Chara heißt Pepe, die ihren Wunsch repräsentiert, süß und babyhaft zu sein.
Mithilfe ihrer Charas können sie den wahren Charakter zeigen, und die Talente, die in ihnen schlummern. Tadase wird so zum herrschsüchtigen König, wenn man in seiner Gegenwart „Prinz“ sagt. Wegen seiner sonst sehr sanften Art verabscheut er deswegen auch diesen Charakterwechsel. Nadeshiko wird beim Charakterwechsel sehr aggressiv und will nur noch gewinnen, auch sie mag das nicht. Kūkai wird zum Extremsportler, Yaya zum Baby und Amu kann mit Ran zu einer mutigen Cheerleaderin werden, mit Miki zur besonnenen Künstlerin und mit Sū zur liebevollen Hausfrau. Schließlich verlassen Fujisaki Nadeshiko und Sōma Kūkai die Wächter und werden durch Rima Mashiro und Kairi Sanjo ersetzt. Kairi geht später und wird durch Fujisaki Nagihiko, Nadeshikos wirkliche Identität, ersetzt.
Im Verlauf der Handlung kommt Luluton de Morselle Yamamoto, genannt Lulu, dazu, die für Easter arbeitet und somit für neue Probleme sorgt. Ikuto und Tadase entwickeln inzwischen Gefühle für Amu und teilen ihr diese in einem Liebesgeständnis mit, jedoch gibt Amu keine Antwort, da sie sich ihrer Gefühle selbst noch nicht bewusst ist. Ein weiteres Ziel Easters ist es nun, Ikuto zu benutzen, um den Embryo fangen zu können. Hierzu wird seine Violine mit X-Energie gefüllt und erhält die neue Verwandlung „Death Rebel“, mit der er sich selbst nicht länger unter Kontrolle hat. Im entscheidenden Kampf gegen Death Rebel wird letzten Endes Gozens wahre Identität aufgedeckt und dank Amu schafft es Ikuto schließlich, sich von Easter loszureißen. Danach reist Ikuto ins Ausland, um seinen Vater zu finden. Er wettet mit Amu, dass er seinen Vater findet, bevor Amu ihr wirkliches Ich entdeckt hat.

## Charaktere
Amu Hinamori: Amu ist die Hauptperson und der Joker der Guardians, sie besitzt vier Shugo Charas: Ran, Miki, Su und am Schluss auch Dia. Außerdem schwärmt sie für Tadase, nach einer Weile entwickelt sie aber auch Gefühle für Ikuto. Nach der Liebeserklärung von Ikuto weiß sie zunächst nicht, was sie machen soll. Sie hat die meisten Verwandlungen. Sie besitzt ein Außen-Ich das ihr nicht gerade gefällt, deshalb wünschte sie sich ihr wahres Ich zu finden, und so kamen ihre drei Shugo-Eier. Ran schlüpfte als Erste, ihr unterliegt der sportliche Teil und sie machte Amu ein paar Schwierigkeiten. Als Zweite schlüpfte Miki, die sich in dem Gebiet Kunst erwies. Als Dritte schlüpfte Su, die sehr bewandert im Gebiet Kochen und Ordnung ist. Erst akzeptierte Amu das alles nicht, doch dann kam sie von ihren drei Shugo Charas nicht mehr los. Als Kukai von der Schule ging und Nadeshiko ins Ausland verreiste, wurde am Anfang des neuen Schuljahres ein viertes Ei geboren. Es war das Ei Dia, das erst zu einem X-Ei wurde, aber dann wieder zu Amu zurückkam. Amu möchte Ikuto von Easter befreien und macht im Endkampf eine große Verwandlung, gemeinsam mit ihren vier Shugo Charas. So rettet sie Ikuto. Am Ende haben sie die restlichen X-Eier ebenso befreit. Am Ende scheint sie ihre Shugo Charas verloren zu haben, am Schluss einer wichtigen Reise durch ihre Erinnerungen hat sie ihre Shugo Charas aber in Form der ursprünglichen Eier wieder.
Nadeshiko/Nagihiko Fujisaki: Nagihiko (zu Anfang bekannt als Nadeshiko – die Queen der Guardians) ist in Wahrheit ein Junge, der wegen der großen Fujisaki-Tanzschule seiner Eltern als Mädchen erzogen wurde und dies auch sehr glaubwürdig rüberbringt. Amu weiß selbst nach dem Ende nichts über seine zweite Identität und glaubt, Nadeshiko sei seine Zwillingsschwester. Seine zwei Shugo Charas heißen Temari und Rhythm. Er geht ein Jahr lang ins Ausland, um dort den Tanz weiter zu führen. Amu ist darüber sehr traurig, da Nadeshiko und Amu beste Freundinnen waren. Seinen Shugo Chara Rhythm bekommt er erst sehr spät.
Tadase Hotori: Der King der Guardians, Schwarm aller Mädchen und auch sonst sehr beliebt. Sein Shugo Chara heißt Kiseki. Zuerst verliebt er sich in „Amulet Heart“ doch dann bemerkt er, dass Amulet Heart und Amu ein und dieselbe Person ist. Wenn in seiner Gegenwart „Prinz“ gesagt wird, kommt bei ihm automatisch der Chara-Change mit Kiseki und Tadase wird zu einem Jungen, der die Weltherrschaft erlangen will. Er ist eigentlich sehr schüchtern. Als kleiner Junge war er nicht sehr stark und wollte deshalb mehr Selbstvertrauen und Stärke, so wurde Kiseki geboren. Er macht Amu eine Liebeserklärung, allerdings ist Ikuto heimlich in Amus Schrank. Als Tadase alles erfährt wird er traurig, aber Amu und Tadase vertragen sich wieder. Er will die Wahrheit über Ikuto wissen. Er will Ikuto mit Amu von Easter befreien. Seine Chara-Transformation heißt: Platinum Royale. Er ist in der 5. Klasse, nicht in Amus Klasse, aber in der 6. sind sie in derselben Klasse. Er transformiert sich zum ersten Mal, als er von Hoshina Utaus CD kontrolliert wird und Kiseki fast gestorben wäre. Amu kommt und rettet ihn. Der gemeinsame Angriff mit Amu ist: Platinum Heart.
Ikuto Tsukiyomi: Er ist der Besitzer des Dumpty Key und des Shugo Charas Yoru. Auch er hat es auf den Embryo abgesehen. Obwohl er im Auftrag von Easter arbeitet, hilft er Amu oft und kommt ihr so näher und zeigt ihr auch offen seine Zuneigung zu ihr. Tadase und er sind lange Zeit verfeindet, als aber Ikuto von den Guardians gerettet wird, hebt sich diese Feindschaft auf. Vom Typ her scheint er sehr ruhig zu sein und man weiß nie genau, was er im Moment denkt. Obwohl Amu anfangs sehr wenig über ihn weiß, steht er ihr schnell sehr nahe. Er liebt die Musik und spielt sehr gerne auf der Violine seines Vaters; diesen will er nach dem Ende suchen und verlässt Amu nach einem Liebesgeständnis. Amu kann ihn danach nur noch einmal sehen, als sie auf der Suche nach ihren Shugo Charas ist. Dabei kann sie beobachten, wie Yoru verschwindet und zu seinem Ursprung zurückkehrt.
Utau Hoshina/Tsukiyomi: Sie ist Ikutos Schwester und eine neu gefeierte Sängerin. Diesen Beruf führt sie zu Anfang aber nur aus, um den Embryo zu finden. Während sie ihn für ihren heiß geliebten Bruder haben will, möchte ihre Managerin Sanjō ihn nur für einen Karrieresprung bei Easter. Ihre beiden Shugo Charas heißen Iru und Eru, außerdem ist sie für einige Zeit im Besitz von Dia (in dieser Zeit Daya genannt).
Yaya Yuiki: Ass der Guardians. Sie ist sehr kindlich und ein verwöhntes Nesthäkchen. Ihr Shugo Chara ist Pepe. Sie wünschte sich einen Baby Shugo Chara, weil sie neidisch auf ihren kleinen Bruder ist. Ihre Chara-Transformation heißt Dear Baby.
Rima Mashiro: Sie übernimmt als Nagihiko im Ausland ist die Rolle der Queen. Rima liebt Comedy und versucht oft auch ihre Eltern zum Lachen zu bringen, was leider nie klappt. Ihre Eltern kümmern sich sehr gut um sie, da sie schon einmal fast entführt wurde. Auf den ersten Blick scheint sie verwöhnt und kühl zu sein, aber sie hat auch eine freundliche, aufgeschlossene Seite. Ihr Shugo Chara ist Kusukusu und ihre Verwandlung heißt Clown Drop. Sie ist eifersüchtig auf Nagihiko.
Kukai Sōma:
Er ist der Bube der Guardians. Sein Shugo Chara ist Daichi. Er liebt Sport und trainiert Amu als Joker, indem er ein Wettrennen mit ihr macht, bei dem sie nicht mithalten kann. Anfangs lacht er Amu meistens aus. Nach den Ferien muss Kukai von der Schule und tritt den Guardians ab, danach nimmt Kairi seine Rolle als Bube ein. Dennoch kommt er die Guardians besuchen und gibt Amu meist Ratschläge, er gehört immer noch zur Gruppe. Seine erste Transformation ist bei dem Kampf zwischen Utau und Amu. Sie heißt: Sky Jack.
Kairi Sanjō:
Er ist nach Kukai der Bube bei den Guardians. Sein Shugo Chara ist Musashi. Er ist nur wegen seiner Schwester zur Schule gekommen, um bei den Guardians zu spionieren. Doch er befreundet sich mit ihnen. Er hilft den Guardians dabei Utau zu retten. Nachdem alles gut ausging, reiste er wieder ab und machte Amu noch eine Liebeserklärung, denn auch er ist in Amu verliebt. Als Tadase und Amu zu seiner Schule kamen, war er eifersüchtig auf Tadase und wollte Amu aus dem Weg gehen, doch dann hat er sich doch richtig entschieden und half ihnen. Er kam nur noch einmal zurück in Amus Heimatsort, um seiner Schwester und ihrem zukünftigen Mann Nikaido bei der Hochzeitszeremonie zu helfen. Dabei traf er wieder auf Amu.
Yukari Sanjō:
Sie ist die große Schwester von Kairi und auch die Managerin von Utau. Auch sie arbeitet anfangs bei Easter, doch nachdem die Guardians Utau gerettet haben kommt auch sie auf die richtige Spur und kündigt bei Easter. Sie war einmal mit Yuu Nikaido zusammen, doch sie trennten sich; schließlich heiraten sie aber, nachdem Nikaido ihr einen Antrag machte.
Yū Nikaido:
Er gab sich als Lehrer von Amu aus und wollte einen Embryo selbst herstellen, mit vielen X-eiern und einem Ei von Amu. Doch Amu und ihr Shugo Chara Su bringen ihn wieder zum guten. Schließlich wird er doch noch ein richtiger Lehrer und unterrichtet Amus Klasse.

## Veröffentlichung
Der Manga erschien in Japan von Februar 2006 bis Januar 2010 im Magazin Nakayoshi des Verlags Kodansha. Die Einzelkapitel erschienen auch in zwölf Sammelbänden. Das Werk wurde unter anderem ins Englische, Chinesische und ins Deutsche übersetzt. Auf Deutsch erschienen von Mai 2009 bis Mai 2011 alle Bände bei Egmont Manga und Anime.

## Adaptionen

### Anime
Das Studio Satelight produzierte 2007 eine 51-teilige Anime-Fernsehserie zum Manga, bei der Kenji Yasuda Regie führte. Das Charakterdesign entwarf Fumihide Sai und die künstlerische Leitung übernahm Toshiyuki Sakae. Die Serie wurde ab dem 6. Oktober 2007 durch den Sender TV Tokyo in Japan ausgestrahlt. In den folgenden Tagen begann die Ausstrahlung durch die Sender TV Aichi, TV Hokkaido, TV Osaka, TV Setouchi und TVQ Kyushu. Seit dem 4. Oktober 2008 folgt im Programm des Senders AT-X die zweite Staffel Shugo Chara!! Doki (しゅごキャラ！！どきっ) mit 51 Folgen.
Die Serie wird seit 2009 über die Website Crunchyroll.com auch im Internet vertrieben. Die Folgen werden auf Japanisch mit englischem Untertitel zum kostenfreien online schauen und kostenpflichtigen Herunterladen zur Verfügung gestellt, wobei sich dieses Angebot auf Einwohner der USA beschränkt.
Eine dritte Staffel wurde vorab auf der Titelseite der Oktober-Ausgabe des Nakayoshi Magazins angekündigt. Sie trägt den Titel Shugo Chara!!! Dokki Doki (しゅごキャラ!!! どっきどき) und wird innerhalb der Sendung Shugo Chara! Party! (しゅごキャラ！パーティー！) eingebettet, welche Realfilm und Anime gemischt darstellt. Sie wird seit dem 3. Oktober 2009 übertragen.

#### Synchronisation
| Rolle                       | japanischer Sprecher (Seiyū) |
| --------------------------- | ---------------------------- |
| Amu Hinamori                | Kanae Itō                    |
| Ran                         | Kana Asumi                   |
| Miki                        | Nanae Katō                   |
| Su                          | Aki Toyosaki                 |
| Daiya                       | Kanae Itō                    |
| Tadase Hotori               | Tagaki Reiko                 |
| Kiseki                      | Kaya Miyake                  |
| Nadeshiko/Nagihiko Fujisaki | Saeko Chiba                  |
| Temari                      | Ryōka Yuzuki                 |
| Rythm                       | Kōki Miyata                  |
| Yaya Yuiki                  | Tomoko Nakamura              |
| Pepe                        | Kimiko Koyama                |
| Kūkai Sōma                  | Atsushi Abe                  |
| Daichi                      | Hiroyuki Yoshino             |
| Rima Mashiro                | Yahagi Sayuri                |
| Kusukusu                    | Sayaka Narita                |
| Kairi Sanjo                 | Mitsuki Saiga                |
| Musashi                     | Nobuhiko Okamoto             |
| Ikuto Tsukiyomi             | Yūichi Nakamura              |
| Yoru                        | Miyuki Sawashiro             |
| Utau Hoshina/Tsukiyomi      | Nana Mizuki                  |
| Eru                         | Hyo-sei                      |
| Iru                         | Hiromi Konno                 |
| Yū Nikaidō                  | Junji Majima                 |
| Lulu de Morcerf             | Akemi Kanda                  |

#### Musik
Im Vorspann der ersten Staffel wurden die Titel Kokoro no Tamago (こころのたまご) und Minna Daisuki (みんなだいすき) in einer Kurzfassung verwendet. Ebenso wie die vier Stücke im Abspann, Honto no Jibun (ホントのじぶん), Ren′ai ♥ Rider (恋愛♥ライダー), Kiss Kiss Kiss und Gachinko de Ikou! (ガチンコでいこう!), wurden alle Titel von Buono! interpretiert. Als Zwischenstücke innerhalb der Serie wurden die Titel Meikyū Butterfly, Black Diamond, Heartful Song und Taiyō ga Niau yo eingespielt, die von der Sängerin und Seiyū Nana Mizuki gesungen wurden.
Der Vorspann der zweiten Staffel ist mit Minna no Tamago von Shugo Chara Egg! unterlegt, der Abspann mit Rottara Rottara von Buono!.
Der Endsong der dritten Staffel ist My Boy von Buono.

### Videospiele
Die japanische Firma Konami veröffentlichte zwei Videospiele für Nintendo DS zur Serie. Shugo Cara! Mittsu no Tamago to Koisuru Joker (しゅごキャラ!3つのたまごと恋する) erschien im März 2008, Shugo Cara! Amu no Nijiiro Cara Change (しゅごキャラ!あむのにじいろキャラチェンジ) folgte im November 2008.

## Auszeichnung
Der Manga wurde 2008 mit dem Kodansha-Manga-Preis in der Kategorie für Kinder ausgezeichnet.